# Гвинеја Бисао на Светском првенству у атлетици на отвореном 2019.
Гвинеја Бисао учествовала је на 17. Светском првенству у атлетици на отвореном 2019. одржаном у Дохи од 27. септембра до 6. октобра десети пут. Репрезентацију Гвинеје Бисао представљао је 1 атлетичар која се такмичио у трци на 5.000 метара.,
На овом првенству такмичар Гвинеја Бисао није освојио ниједну медаљу али је остварио свој лични рекорд.

## Учесници
Мушкарци:
- Браима Сункар Дабо — 5.000 м

## Резултати

### Мушкарци
| Атлетичар          | Дисциплина | Лични рекорд | Квалификације | Квалификације | Полуфинале | Полуфинале | Финале               | Финале       | Детаљи |
| Атлетичар          | Дисциплина | Лични рекорд | Резултат      | Место         | Резултат   | Место      | Резултат             | Место        | Детаљи |
| ------------------ | ---------- | ------------ | ------------- | ------------- | ---------- | ---------- | -------------------- | ------------ | ------ |
| Браима Сункар Дабо | 5.000 м    |              | 18:10,87 ЛР   | 15. у гр. А   |            |            | Није се квалификовао | 35 / 35 (39) |        |